# Arnold Kleinschmidt
Arnold Kleinschmidt (* 12. Mai 1910 in Freiburg im Breisgau; † 23. Mai 1998 in Lübeck)  war ein deutscher Internist.
Kleinschmidt promovierte 1936 an der Universität Würzburg (Untersuchungen zum Einfluß der Kohlensäure auf die Blutdruckregulation in verschiedenen Höhen) und war danach bis 1939 Volontärassistent und anschließend  bis März 1943 wissenschaftlicher Assistent an der Charité bei Gustav von Bergmann. Ab Dezember 1947 war er wissenschaftlicher Assistent an der 1. Medizinischen Poliklinik der Johannes-Gutenberg-Universität Mainz, an der er sich 1948 habilitierte (Die Kreislaufwirkung sympathicolytischer und parasympathicolytischer Stoffe als Indikator der vegetativen Tonuslage). 1954 wurde er außerplanmäßiger Professor und Oberarzt an der 1. Medizinischen Poliklinik in Mainz, was er bis 1961 blieb. 1961 wurde er Obermedizinalrat am Städtischen Krankenhaus Süd in Lübeck und 1964 ordentlicher Professor an der Medizinischen Akademie Lübeck. Er gehörte zu den Gründungsprofessoren der Universität Lübeck (davor Medizinische Akademie Lübeck).
Er war einer der Autoren von Band 8, Teil 1 (Nierenkrankheiten, 1968) der fünften Auflage des Handbuchs der inneren Medizin (Abschnitt Klinische Methoden der morphologischen und funktionellen Nierendiagnostik).